# Pierre Bernand Barrau
Pierre Bernand Barrau (Tolosa, 14 aprile 1767 – Parigi, 1843) è stato un economista francese.

## Biografia

Projet d'assurances réciproques, 1805 (Fondazione Mansutti, Milano).

Nel 1799 Barrau fondò nel sud della Francia la prima società di mutuo soccorso dalla grandine. I suoi studi furono fondamentali per lo sviluppo delle assicurazioni francesi.
Nel suo Projet d'assurances réciproques pour les maisons, contre l'incendie tratta il problema dei danni da incendio sulle abitazioni, portando, nel 1807, alla nascita della Société d'assurances réciproques contre l'incendie a Tolosa. Lo statuto della società impedisce di agire fuori dalla regione, vietando qualsiasi riserva, così da ripartire gli utili tra i soci. Il progetto tuttavia fu fallimentare e alla prima annata negativa la società fu costretta a dichiarare fallimento. In seguito Barrau studiò la tecnica assicurativa, con un'opera sul sistema mutualistico, ritenuto importantissimo per le successive società di assicurazioni dal 1816 in poi.
Successivamente scrisse il Projet d'assurances réciproques contre la mortalité des bestiaux a proposito delle malattie degli animali, in particolare di equini, ovini, suini e bovini. Barrau propone di istituire una società mutua per l'assicurazione contro la mortalità del bestiame. In Italia le sue indicazioni vengono realizzate nella costituzione della Banca di assicurazione per la vita degli animali bovini fondata nel 1833 a Venezia.